# Waldstummelschwanz
Der Waldstummelschwanz (Xenicus longipes) auch Waldschlüpfer ist eine ausgestorbene Vogelart aus der Familie der Stummelschwänze. Er kam in drei Unterarten auf der Nordinsel und der Südinsel von Neuseeland sowie auf Stewart Island und Kapiti Island vor.

## Merkmale
Der Waldstummelschwanz erreichte eine Größe von 9 bis 10 Zentimetern und ein Gewicht von 16 Gramm. Er war ein kleiner, grünlicher Sperlingsvogel mit rundlichen Flügeln. Bei der Nominatform Xenicus longipes longipes war der dunkel- bis olivbraune Oberkopf mit einem weißlichen Überaugenstreif gekennzeichnet. Die Oberseite war unterschiedlich stumpf olivbraun oder grünlich. Die Schwungfedern hatten gelbliche Ränder. Der Bugfleck war schwarz. Der sehr kurze Schwanz war oliv. Der obere Kehlbereich war weißlich, die Unterseite bräunlichgrau und die Flanken waren gelblich. Der feine Schnabel war bräunlichschwarz. Die langen Beine waren schieferschwarz. Die Füße waren hellbraun. 
Die Geschlechter sahen gleich aus. Über die Jungvögel ist kaum etwas bekannt; offenbar sahen sie stumpfgefärbten Erwachsenen ähnlich, wobei die Oberseite feine helle Strähnen aufwies und die Unterseite hell gefärbt war. Über die Unterart Xenicus longipes stokesii ist nur wenig bekannt. Allem Anschein nach war sie an den Nacken- und Brustseiten bläulicher als die Nominatform. An den Flanken war ein hellgelber Fleck zu erkennen. Die Unterart Xenicus longipes variabilis war bräunlicher als die Nominatform. Der Überaugenstreif war stumpfer und weniger ausgeprägt. Die Stimme bestand aus leisen Trillern und schnarrenden Rufen.

## Lebensraum
Der meist in größeren Höhen gelegene Lebensraum bestand aus von Scheinbuchen dominierten Strandwäldern, Steineiben-Laubwäldern, Küstenwäldern sowie aus Buschland.

## Nahrung

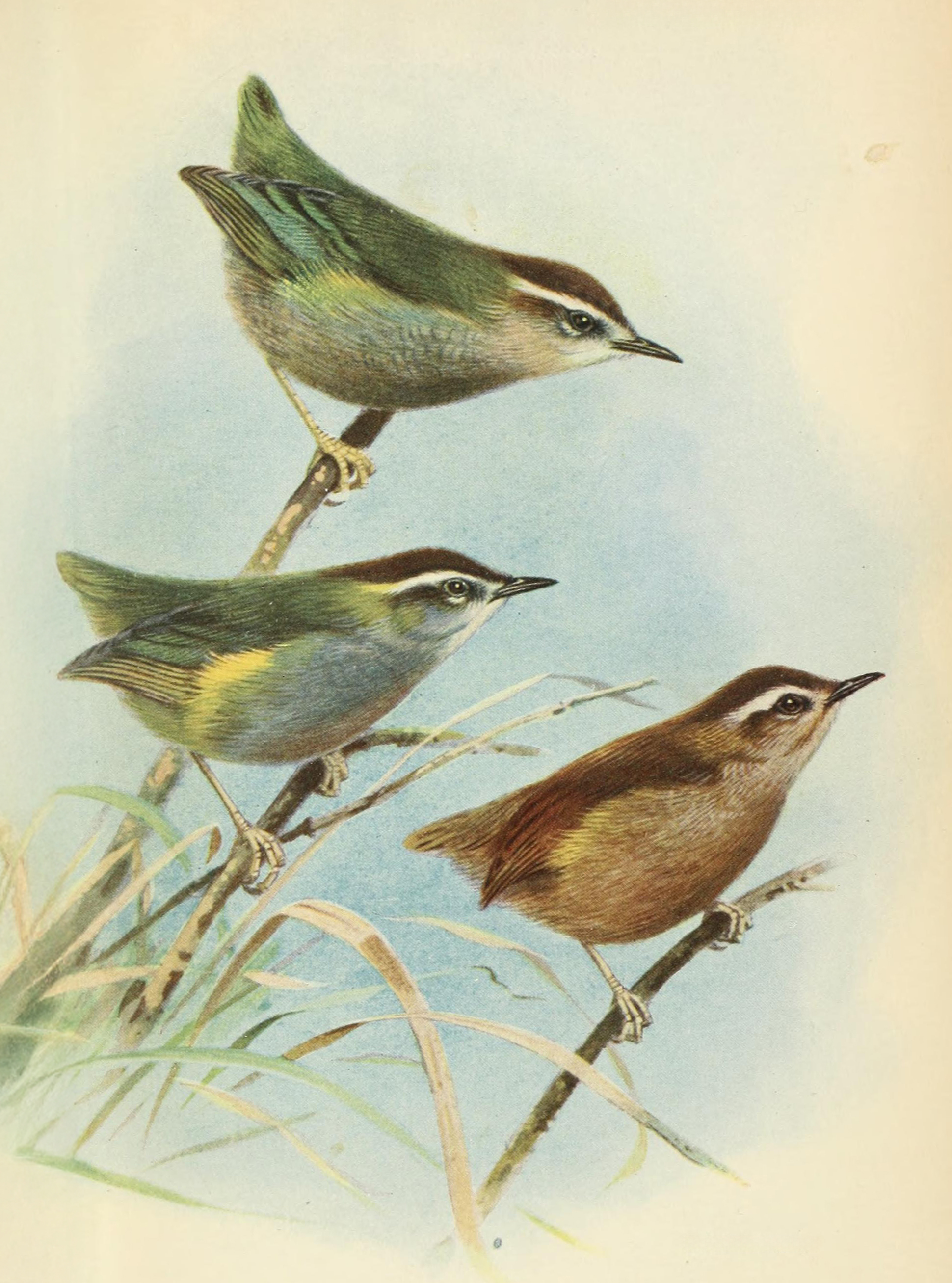
X. l. longipes (oben) und X. l. stokesi (unten)

Die Nahrung des Waldstummelschwanzes bestand hauptsächlich aus Gliederfüßern, häufig aus Käfern, die meist von Blättern, Zweigen, Rindenspalten oder Epiphyten gesammelt wurden. Er ging oft auf dem Waldboden auf Nahrungssuche und bewegte sich rasch durch Laub, Moose oder Flechten.

## Fortpflanzung

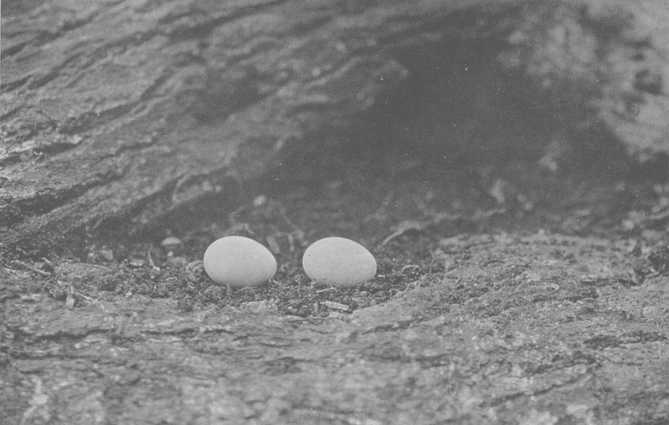
Gelege der Nominatform, fotografiert 1911

Über das Brutverhalten ist nur wenig bekannt geworden. Die Brutzeit war zwischen November und Dezember. Das Nest war ein Ball aus Farnblättern und Würzelchen, das mit Federn ausgepolstert wurde. Es befand sich meist in Bodennähe in Hohlräumen, aber manchmal auch in einer Astgabel. Ein gefundenes Nest der Nominatform war beutelförmig. Das Gelege bestand aus zwei Eiern. Beide Eltern teilten sich das Brutgeschäft und die Jungenaufzucht.

## Aussterben
Der Waldstummelschwanz starb im 20. Jahrhundert infolge von Habitatvernichtung und der Nachstellung durch eingeführte Beutegreifer wie Marder und verwilderte Katzen sowie durch Ratten aus. Die einzigen verbürgten Nachweise der Nordinsel-Unterart X. l. stokesii seit 1900 erfolgten auf Kapiti Island im Jahre 1911, in der südlichen Remutaka Range im Jahre 1918 und zuletzt 1955 nahe dem Lake Waikaremoana. Eine weitere mögliche Sichtung soll es am 13. Juni 1949 nahe dem Lake Waikareiti und einige unbestätigte Sichtungen in der ersten Hälfte des 20. Jahrhunderts in der Huiarau Range gegeben haben. 
Von diesem Taxon gibt es nur drei Exemplare in den Museumssammlungen. 
Die Nominatform X. l. longipes war einst auf der gesamten Südinsel verbreitet. Nach der Besiedelung Neuseelands durch die Europäer im 19. und 20. Jahrhundert nahm der Bestand so rapide ab, dass der Waldschlüpfer bereits 1950 sehr selten war. Die letzten Nachweise gab es 1966 am Arthur’s Pass und im Januar 1968 im Nelson-Lakes-Nationalpark, wo zwei Exemplare beobachtet wurden. 
Die Unterart X. l. variabilis war noch in den 1930er-Jahren auf Stewart Island und dessen Nachbarinseln weit verbreitet. Die letzte bestätigte Sichtung auf Stewart Island erfolgte 1950 und die letzte unbestätigte Sichtung 1951. 1961 kam die Unterart nur noch auf Big South Cape Island vor. Um diese Unterart vor dem Aussterben zu bewahren, wurden sechs Exemplare auf die nahegelegene Insel Kaimohu gebracht. 1964 wurde die Population auf Big South Cape Island durch Hausratten ausgelöscht. Die letzten bestätigten Nachweise stammen aus den Jahren 1967 und 1972. Trotz intensiver Suchen seit 1977 wurde das Taxon nicht mehr nachgewiesen und im Jahre 2000 von BirdLife International für ausgestorben erklärt.